# Bahamas en los Juegos Paralímpicos de Toronto 1976
Bahamas estuvo representada en los Juegos Paralímpicos de Toronto 1976 por seis deportistas masculinos. El equipo paralímpico bahameño no obtuvo ninguna medalla en estos Juegos.